# Corpus Mac-Morpho
O Corpus Mac-Morpho é um corpus linguístico em língua portuguesa construído em 2003 com mais de um milhão de palavras de textos jornalísticos da Folha de S.Paulo.